# Cine Rex
Cine Rex é um antigo e icônico cinema de Teresina, localizado na Praça Pedro II, principal corredor cultural da cidade. Situa-se ao lado do monumental Teatro Quatro de Setembro.

## História
Construído nos anos 30 do século XX, em estilo art déco, caracterizado por uma tipologia geometrizante dos volumes, a edificação é marcada por linhas simples, sóbrias, proporções pesadas e fachadas pouco decoradas.
O térreo, é onde fica a sala de exibição principal, com 800 lugares e um palco para apresentações, de dois espaços reservados inicialmente para lojas. O segundo pavimento possui um espaço que serve de galeria, outra sala com 450 lugares; um hall com vitrais azuis, mármore italiano, e com um bar de madeira de mogno e mais duas pequenas salas de apoio.
No dia da sua inauguração, foi exibido o filme A Grande Valsa, e, por esse motivo, foi conhecida como a primeira sala de projeção da cidade.
Nos anos seguintes, passou pelas mãos de diversos empresários, quando em 1973 passou por uma grande reforma, viveu um período áureo e muito vibrante.
Em 1995, a pedido do próprio dono, o prédio iniciou o seu tombamento pelo Fundac visto o seu valor artístico, bem como sua importância como patrimônio histórico e paisagístico na cidade.
Com a chegada dos shoppings e o declínio dos cinemas de rua, no ano de 2005 se tentou uma revitalização, transformando o cinema em uma boate, o projeto durou poucos anos até ser fechado. Atualmente, a construção encontra-se decadente e abandonada.